# Canon digital
El canon digital o canon por copia privada es una tasa aplicada a diversos servicios medios de grabación y cuya recaudación reciben los autores, editores, productores y artistas, asociados a alguna entidad privada en los servicios de gestión de derechos de autor, como compensación por las supuestas copias que se podrían hacer de sus trabajos en el ámbito privado. En algunos países, estas copias están reconocidas por el derecho de copia privada, mientras que en otros infringen la normativa de derecho de autor.
Entre los países de habla hispana, el canon digital se aplica en España, establecido por el Real Decreto Legislativo 1/1996, de 12 de abril, por el que se aprueba el Texto Refundido de la Ley de Propiedad Intelectual. También está vigente en Paraguay, a través de una ley de 1998 que fue reglamentada en 2011; en Perú, por medio de una ley de 2003 reglamentada en julio de 2004 y en Ecuador, por una ley de 1998, reglamentada en 2003.
Existe algún tipo de canon digital en la mayoría de los países miembros de la Unión Europea (todos excepto Irlanda, Chipre, Luxemburgo, y Malta), y en Canadá.
En Argentina se discutió en 2011 un proyecto para imponer un gravamen (denominado "derecho de remuneración"), que afectaría a dispositivos de almacenamiento y reproducción digital. El proyecto recibió un fuerte rechazo en las redes sociales y no ha prosperado. En 2010 surgió un proyecto en México, que fue retirado. En Chile se discute desde 2004 sobre la posibilidad de implementar el canon.

## El canon digital en países de habla hispana

### EspañaEspaña
La tasa se incorporó por primera vez en la legislación española en la Ley 22/1987, de 11 de noviembre, de Propiedad Intelectual, que introdujo el derecho a realizar copias privadas.
El 18 de diciembre de 2007, se empezó a aplicar el canon a las grabadoras de CD y DVD, a los MP3 y MP4, a los teléfonos móviles y a los PDA, entre otros dispositivos capaces de almacenar o reproducir música, todo esto como resultado de un nuevo acuerdo entre las entidades de gestión de derechos de propiedad intelectual (con la SGAE al frente) y ASIMELEC. Esto provocó una gran polémica al resultar evidente que estos soportes se usan con frecuencia para otros fines ajenos a la copia privada, y porque dicho acuerdo se negoció sin la participación ni presencia de consumidores y autoridades. En general, se trata de una ley impopular, interpretada por los usuarios como un intento "injusto" de compensar a las compañías discográficas del perjuicio que les supone la obtención gratuita de obras artísticas sin la obtención del lucro que legalmente les corresponde.

#### Anulación
El 24 de marzo de 2011, la Audiencia Nacional anuló la orden que regula el canon digital. El motivo es que por ser un reglamento este necesitaba unos trámites relacionados con memorias justificativas y económicas que no se realizaron.
El 12 de julio de 2011 el Congreso de los Diputados vota favorablemente una proposición no de ley que insta al Gobierno a la supresión de dicho canon y a su sustitución por otra fórmula de compensación a autores y propietarios de contenidos que se ajuste más a las copias y usos realmente efectuados.
El 31 de diciembre de 2011 el canon fue definitivamente derogado por el recién constituido nuevo Congreso de los Diputados, siendo reemplazado por un nuevo pago esta vez a cargo del Estado cuyo procedimiento está por desarrollar.

#### Nueva aprobación
De nuevo en 2017 se vuelve a aprobar el Real Decreto-ley 12/2017, de 3 de julio, que establece que la compensación equitativa por copia privada de obras y prestaciones protegidas por derechos de propiedad intelectual se hará efectiva mediante una tasa a los equipos, aparatos y soportes de reproducción que recaerá sobre los fabricantes, importadores y distribuidores de los mismos y que es popularmente conocida como «canon digital». 
Enlace BOE https://www.boe.es/buscar/doc.php?id=BOE-A-2017-7718
Guía rápida sobre la gestión de la compensación por copia privada http://adepi.net/2017/08/07/algunas-preguntas-respuestas-la-nueva-regulacion-la-compensacion-equitativa-copia-privada/

#### Exención de pago
La Ley informa de un sistema de exceptuación y reembolso del pago de estas compensaciones, que está regulado en el nuevo art. 25, punto 7 y 8 de la Ley de Propiedad Intelectual, modificado por el referido Real Decreto-Ley 12/2017, que regula el modo y requisitos para justificar el derecho al reembolso para aquellas personas físicas y jurídicas exoneradas por ley y/o aquellas que, sin estar exceptuadas, hayan acreditado destinar el producto adquirido a un uso exclusivamente profesional o a su exportación o entrega intracomunitaria.
En este sentido, aquellas empresas, profesionales, autónomos y organismos públicos exonerados en el sentido indicado, deberán obligatoriamente acreditar mediante los certificados que establece el Real Decreto-Ley, que están dentro de los supuestos de exención de canon, para poder aplicarlos legalmente.

### Argentina
El senador Miguel Ángel Pichetto presentó un proyecto de ley para imponer la tasa, el cual estuvo a punto de tratarse en el Senado el 28 de junio de 2011. En esta cámara legislativa, contó con el acompañamiento de Rubén Giustiniani (firmó el proyecto junto a Pichetto) y recibió el apoyo del radical Gerardo Morales, pero también de los justicialistas Adriana Bortolozzi y de Liliana Negre de Alonso. Fue el resultado del lobby ejercido por SADAIC y CAPIF, entre otras entidades privadas que representan a autores y editores en el país y en el extranjero. Dichas asociaciones serían las principales beneficiadas por la nueva tasa. La iniciativa generó un fuerte rechazo, expresado a través de las redes sociales Facebook y Twitter. La Fundación Vía Libre también se manifestó en contra del canon, afirmando que es anticonstitucional y que sólo beneficia a algunos artistas. Incluso, el colectivo hacktivista Anonymous inutilizó los servidores del Senado en la madrugada del 29 de junio, como protesta por el hecho. Finalmente, el proyecto retornó a la Comisión de Legislación General del Senado, donde sería analizado con mayor profundidad. El Jefe de Gabinete, Aníbal Fernández, reconoció en su sitio personal que el canon digital era "un mal proyecto" y que se "comieron una manifestación virtual", respondiendo activamente a los reclamos.
Luego de la controversia generada, se conoció la existencia de otros dos proyectos, uno de la senadora Teresita Quintela y otro de Adriana Bortolozzi, que iban a ser discutidos paralelamente con el de Pichetto. El proyecto de ley de Bortolozzi había sido duramente cuestionado, ya que en sus considerandos (los motivos que impulsan una ley) mencionaba textualmente declaraciones del embajador de Estados Unidos en Argentina -por entonces Anthony Wayne-, defendiendo en consecuencia los intereses de ese país.

### BrasilBrasil
El cantante Gilberto Gil, por entonces ministro de cultura brasilero se expresó en favor de crear un canon digital en junio de 2008. En aquel momento manifestó: “Recuerdo que, cuando había casetes, hubo un momento en que se pidió a los fabricantes que destinaran una parte del precio que cobraban para remunerar a los creadores, algo que ahora con los nuevos medios se puede hacer”. Gil dejó el puesto poco tiempo después y el tema no se ha vuelto a plantear.

### EcuadorEcuador
La Ley de Propiedad Intelectual de 19 de mayo de 1998 estableció la remuneración por copia privada, en sus artículos 105 al 108. Esta remuneración o canon digital es un pago que debe hacer un importador o fabricante de aparatos electrónicos que puedan reproducir contenidos protegidos por derechos de autor y soportes o cintas para fijación sonora o audiovisual. El monto del canon se fija por acto administrativo del Consejo Directivo del Instituto Ecuatoriano de Propiedad Intelectual.
No es requisito que el aparato electrónico sea, en realidad, usado para reproducir obras protegidas, ni que los soportes vayan a ser usados en fijar contenidos protegidos por derechos de autor: se graba todo aparato y todo soporte.
Todo lo recaudado se entrega a una sociedad de gestión colectiva de derechos de autor, que a su vez lo distribuye a las sociedades de gestión colectiva especializadas por tipo de artistas o titulares de derechos de autor. En 2003 se creó la sociedad de gestión colectiva a cargo de esta recaudación, que es la Entidad Recaudadora Única por Copia Privada de Fonogramas y Videogramas del Ecuador, ENRUCOPI.
La sanción por no pagar esta remuneración por copia privada es una multa del 300 % del valor que debió ser pagado. La sociedad de gestión colectiva puede pedir a jueces o al Instituto Ecuatoriano de Propiedad Intelectual (IEPI), autoridad en la materia, que retiren del comercio los bienes que no pagaron canon, hasta que se realice el pago.
Ecuador es parte de la Comunidad Andina, que ha emitido varias Decisiones sobre propiedad intelectual, pero ninguna de esas normas comunitarias contempla un canon digital. El Reglamento a la Ley de Propiedad Intelectual no describe en detalle la remuneración por copia privada, pues la ley delega la reglamentación de este canon digital al Consejo Directivo del IEPI.
En octubre de 2003, el Consejo Directivo del IEPI emitió la Resolución N.º 133 (Registro Oficial N.º 193 de 20 de octubre de 2003), que expide los valores del canon digital para los siguientes ítems: 
1. Casetes de audio (canon varía según los minutos que contenga el casete).
2. Cintas de vídeo (canon varía según minutos).
3. Equipos de grabación fonográfica o videográfica.
4. Soporte de grabación fonográfica o videográfica.
5. Grabadores de CD Data y DVD Data.

En diciembre de 2013, la Asociación de Empresas de Telecomunicaciones (Asetel) denunció que el IEPI habría aprobado una nueva tabla de valores para canon digital, para ítems que incluyen computadores, tabletas y teléfonos inteligentes, por su capacidad de reproducir contenidos protegidos por derechos de autor. Asetel reclama esta norma por el incremento en el precio de tales aparatos para el consumidor final.
El IEPI anunció que está trabajando en reformas para mejorar la recaudación del canon digital, pero no ha hecho pública la reforma reclamada por Asetel. IEPI ha afirmado que se prohibirá que el importador o fabricante traslade el costo del canon digital al consumidor. El músico y compositor Troi Alvarado, presidente de la Sociedad de Autores y Compositores Ecuatorianos (SAYCE) calificó de irresponsables las afirmaciones de Asetel.
El establecimiento de un canon digital contradice los postulados de la cultura libre, por lo que ha sido cuestionado en el pasado. Ecuador aprobó una nueva Constitución en 2008, cuyo artículo 287 prohíbe fijar en ley tasas o contribuciones a favor de entidades privadas. Hay tesis jurídicas que defienden que el canon digital establecido en 1998 sería inconstitucional a partir de 2008.

### MéxicoMéxico
En México, a finales de 2009 se había rechazado un proyecto para implementar un impuesto a Internet. En junio de 2010, el diputado federal Armando Báez Pinal propuso un gravamen sobre aquellos aparatos electrónicos "idóneos para almacenar, compactar, duplicar, reproducir, o copiar cualquier tipo de obra literaria o artística, interpretaciones o ejecuciones, fonogramas, videogramas, producciones y/o transmisiones", en beneficio de las sociedades privadas de autores. Tras una serie de reclamos generalizados, el mismo diputado retiró el proyecto a través de un comunicado de prensa, en el que expresó: "Es preciso evitar cualquier riesgo de afectación a la ciudadanía, por lo cual es necesario conocer con mayor exactitud las modalidades y posibilidades del uso de las nuevas tecnologías, mediante estudios más puntuales."

### ParaguayParaguay
En Paraguay, una ley que data de 1998 establece que "Los titulares de los derechos sobre las obras publicadas en forma gráfica, por medio de videogramas o en fonogramas, o en cualquier clase de grabación sonora o audiovisual, tendrán derecho a participar en una remuneración compensatoria por las reproducciones de tales obras o producciones, efectuadas exclusivamente para uso personal por medio de aparatos técnicos no tipográficos." La ley fue reglamentada trece años después, en junio de 2011, mediante un decreto del poder ejecutivo, por el cual se fija el pago de una "remuneración compensatoria" destinada a los artistas, intérpretes y ejecutantes del 0,5 %. La medida recae sobre "equipos y soportes" como celulares, radiograbadoras, videos y cintas magnéticas, entre otros.